# Théo Magnin
Pour les articles homonymes, voir Magnin.
Théo Magnin, né le 9 août 2003 à Genève en Suisse, est un footballeur suisse, qui évolue au poste d'arrière droit au Servette FC.

## Biographie

### En club
Né à Genève en Suisse, Théo Magnin commence le football au FC Etoile Laconnex avant d'être formé par le Servette FC qu'il rejoint en 2017 pour rejoindre l'équipe des moins de 13 ans. Le 23 février 2021 il signe son premier contrat avec le club, d'une durée de trois ans, jusqu'en juin 2024.
Il joue son premier match en professionnel le 24 juillet 2022, lors d'une rencontre de Super League contre le FC Bâle. Il entre en jeu et les deux équipes se neutralisent (1-1 score final).
Le 6 avril 2023, Magnin prolonge son contrat avec le Servette FC, étant désormais lié au club jusqu'en juin 2026.
Le 22 avril 2024, Magnin prolonge de nouveau son contrat avec le Servette, qui court désormais jusqu'en juin 2028.

### En sélection
Théo Magnin représente la Suisse, en sélection. Il commence notamment avec les moins de 15 ans, jouant sept matchs avec cette sélection entre 2017 et 2018.
Théo Magnin est convoqué pour la première fois avec l'équipe de Suisse espoirs en mars 2024 mais ne fait aucune apparition lors de ce rassemblement. Il joue son premier match avec les espoirs le 6 septembre 2024 face à l'Albanie. Il entre en jeu lors de cette rencontre perdue par les siens sur le score de deux buts à un,.

## Palmarès
Servette FC
- Coupe de Suisse (1) :
  - Vainqueur : 2023-2024.